# Vindförbergs udde
Vindförbergs udde är ett naturreservat sydost om Furudal och på en udde med detta namn i Oresjön i Rättviks kommun i Dalarnas län.
Området är naturskyddat sedan 1926 och är 13 hektar stort. Reservatet består av gles tallskog på en rullstensås.
På udden återfinns Vindförbergs gravfält.